# Marshall Limon
Marshall Limon, född 27 augusti 1915, död 19 mars 1965, var en friidrottare från Kanada. Han deltog vid olympiska sommarspelen 1936.